# Gunter de Cister
Gunter de Cister ou Gunter de Pairis (em latim: Guntherus Cisterciensis; em alemão:  Günther von Pairis; c. 1150 – c. 1220 (70 anos)) foi um monge cisterciense alemão e um famoso escritor latino de sua época. Sua obra mais conhecida é a "Historia Constantinopolitana" sobre a Quarta Cruzada, escrita num misto de prosa e verso. Baseada no relato de Martinho de Pairis, abade da Abadia de Pairis, inclui o cerco e o saque de Constantinopla em 1204.
Gunter também escreveu "Solimarius", sobre a Primeira Cruzada, e "Ligurinus", um épico sobre Frederico Barbarossa.